# Mydaea piceitarsis
Mydaea piceitarsis este o specie de muște din genul Mydaea, familia Muscidae, descrisă de Fritz Isidore van Emden în anul 1965.
Este endemică în Myanmar. Conform Catalogue of Life specia Mydaea piceitarsis nu are subspecii cunoscute.